# Ed ora... sposiamoci!
Ed ora... sposiamoci! (Stand-In) è un film commedia del 1937 diretto da Tay Garnett e interpretato da Leslie Howard, Joan Blondell e Humphrey Bogart. Fu prodotto dal produttore indipendente Walter Wanger e distribuito dalla United Artists.
Il film è ambientato ad Hollywood e propone una divertente satira dell'industria cinematografica americana degli anni Trenta.
La sceneggiatura si basa sul racconto Stand-In di Clarence Budington Kelland pubblicato su The Saturday Evening Post dal 13 febbraio al 20 marzo 1937.

## Trama
Fowler Pettypacker, un banchiere di Wall Street, ha ricevuto un'offerta da parte di Ivor Nassau, interessato all'acquisto della "Colossal Pictures," una casa di produzione cinematografica in difficoltà. L'analista finanziario Atterbury Dodd è contrario alla vendita: i suoi calcoli matematici lo hanno convinto di poter rendere attiva la Colossal, al punto da mettere in gioco la sua stessa carriera. Dodd è così inviato a Hollywood per prendere in mano le sorti della Colossal. In realtà, le difficoltà della Colossal sono dovute ad un complotto che riunisce, oltre ad Ivor Nassau, l'attrice Thelma Cheri, il regista Koslofsky e il press-agent Tom Potts, i quali cercano in ogni modo di far lievitare i costi di produzione del film che il produttore Doug Quintain sta realizzando, una storia ambientata nella giungla e intitolata Sex and Satan. L'intento di Nassau e dei suoi complici è quello di far fallire la casa di produzione, per potersene impossessare.
Arrivato a Hollywood, Dodd incontra Lester Plum, una ex bambina prodigio che ora lavora come controfigura. Lester istruisce Dodd sulla produzione cinematografica e riesce a farsi assumere come segretaria. La ragazza è innamorata di Dodd, che però è talmente preso dal suo lavoro da non accorgersi di nient'altro. Quando Dodd assiste alla proiezione del film, resta colpito negativamente dal risultato. Il regista, allora, d'accordo con l'attrice, fa ricadere tutta la colpa sul produttore, che viene licenziato.
Una proiezione in anteprima conferma l'impressione negativa di Dodd: il pubblico mostra di preferire la scimmia alla protagonista. Dodd va allora in cerca di Quintain e lo riporta allo studio. Quintain propone di salvare il film tagliando la parte dell'attrice ed ampliando quella della scimmia. Dodd, intanto, con un'astuzia riesce a rompere il contratto di Thelma Cheri con la Colossal. Proprio quando Dodd e Quintain stanno per mettersi in azione, Pettypacker telefona a Dodd per annunciargli di aver venduto la Colossal e per licenziarlo. Dodd non si dà per vinto: vincendo l'iniziale ostilità dei lavoratori dello studio, li convince ad allearsi con lui per cacciare Nassau e finire il film. Alla fine, superando la timidezza, chiede a Plum di sposarlo.

## Produzione
Il film fu prodotto dalla Walter Wanger Productions.

## Distribuzione
Distribuito dalla United Artists, il film uscì nelle sale cinematografiche USA il 29 ottobre 1937.

### Edizione italiana
Essendo andato perduto il doppiaggio d'epoca, il film fu ridoppiato per la trasmissione su Rete 4 il 16 maggio 1987. Il ridoppiaggio fu eseguito senza utilizzare la colonna internazionale, sostituendo musica ed effetti sonori presenti durante i dialoghi.